# شاين كوتن
شاين كوتن (بالإنجليزية: Shane Cotton)‏ هو رسام نيوزيلندي، ولد في 3 أكتوبر 1964.